# Polissoir de la Tour du Lay
Le polissoir de la Tour du Lay, appelé aussi polissoir du Bois-Brûlé, est un polissoir situé à Nesles-la-Vallée, dans la forêt départementale de la Tour du Lay, dans le département du Val-d'Oise.

## Historique
Le polissoir fut découvert en 1969 par le groupe d'études et de recherches archéologiques du Val-d'Oise. Il est classé au titre des monuments historiques le 23 juin 1976.

## Description
Le polissoir est constitué d'une table de grès de 6,50 m de longueur sur 2,30 m de largeur enfoncée dans le sol. Elle comporte huit ou neuf rainures de polissage, des cuvettes et deux zones de percussion. Le dégagement du site a permis de découvrir plus de quarante outils en silex dont deux haches polies et le fragment d'une troisième, une lame en silex type Le Grand-Pressigny et une trentaine d'éclats de silex. L'ensemble est daté du Néolithique final.